# حب وإنسانية (فلم)
حب وإنسانية  فيلم كوميدي استعراضي مصري للمخرج حسين فوزي عام 1956  كتب السيناريو والحوار عباس كامل مع حسين فوزي. الفيلم من بطولة عبد السلام النابلسي وبرلنتي عبد الحميد والسيد بدير ومحمود المليجي وحسن فايق  وتدور الأحداث حول الموسيقي الفقير الذي يرث من قريب له في أمريكا ترك له مبلغ ضخم وثلاثة فتيات لرعايتهم.
صدر الفيلم إلى دور العرض المصرية في أول مايو 1956.
منح موقع قاعدة بيانات الأفلام العربية «السينما.كوم» الفيلم درجة 5.3/ 10.

## طاقم التمثيل
عبد السلام النابلسي: في دور هايص (الموسيقي عازف الكمان الفقير)
برلنتي عبد الحميد: في دور زهور (الراقصة وحبيبة هايص)
السيد بدير: في دور درويش (وكيل أعمال سيد أبو العز)
محمود المليجي: في دور بامبو (عشيق الراقصة زهور)
حسن فايق: في دور عضل (الحاوي صديق هايص)
زينات صدقي: في دور بمبه (صاحبة العمارة)
جورج يوردانيدس: في دور الخواجة مانولي خير الله (مالك مقهى الله يا ليل الله)
عبد المنعم بسيوني: في دور ضابط الشرطة
حسين إسماعيل: في دور صاحب محل الحاتي
وفاء بغدادي: في دور بوسة
نوال بغدادي: في دور نوسة
سميحة بغدادي: في دور دوسة
بالاشتراك مع: محمد شوقي.

## أحداث الفيلم
يموت سيد أبو العز صاحب سيرك «هز يا وز» في أمريكا ويترك ثروة كبيرة مقدارها نصف مليون جنية، وثلاث بنات (الشقيقات بغدادى) دوسة، ونوسة، وبوسة، كما يترك وصية لوكيل أعماله درويش (السيد بدير) بتسليم الثروة والبنات لإبن عمهم هايص (عبد السلام النابلسي) في القاهرة. وضع المتوفي في وصيته ثلاثة مراحل لتنفيذ الوصية: المرحلة الأولى اختبار حنيته نحو بنات عمه، والثانية منحه الفرصة لدراسة أحوال الناس نحوه عندما يصبح لديه ثروة فإذا اجتاز المرحلتين السابقتين تسلم له الثروة والبنات. يعيش الموسيقي هايص فقيراً بلا عمل ولا مأوى، ويقضي لياليه نائماً تحت أقدام تمثال رمسيس في ميدانه. ليس له أصدقاء سوى الحاوي الفقير عضل (حسن فايق)، كما انه يحب راقصة كباريه الليالي الملاح زهور (برلنتي عبد الحميد) من طرف واحد. يقوم درويش بتسليم البنات إلى ابن عمهم هايص الذي يعطف عليهم ويستضيفهم في منزل صديقة عضل. يتخلى هايص عن آلته الموسيقية ويبيعها لإطعامهم، كما يتحايل حتى يلحقهم بالعمل في التياترو ليصرفوا على أنفسهم وآثر هو الابتعاد حتى لا يشاركهم في دخلهم. يدرك درويش أن هايص إنسان عطوف على بنات عمه ويقوم بتنفيذ المرحلة الثانية بمنحه مبلغ 3 آلاف جنيه لتسليمهم لبنات عمه، ولكن الشيطان يلعب بعقله ويريد أن ينقذ حبه لزهور ويتقرب إليها. عندما تعرف زهور أن لديه ثروة تقوم بإبتزازه مع عشيقها بامبو (محمود المليجي) حتى يستولوا على كل مامعه ويلقوا به للشارع ليعود فقيرا كما كان. يتيقن هايص من أن الدنيا كلها شر، ولكن صديقه عضل يقف بجانبه بينما تحاول بنات عمه إعادة ثقته بالناس. يدرك درويش أن هايص استوعب الدرس وعرف معادن الناس، وهنا يبدأ المرحلة الثالثة بتسليمه كل الثروة ومعها البنات. يقوم هايص بتوزيع الثروة عليهم وتتزوج دوسة الكبيرة وتتعهد بتزويج نوسة وبوسة زيجات مناسبة.

## أغاني الفيلم
هواك في قلبي: كلمات فتحي قورة - لحن محمد الموجي
شلبية: كلمات فتحي قورة - لحن أحمد صدقي
استعراض القطار: علي إسماعيل
رقصة البولكا: علي إسماعيل
خد تعاخد: علي إسماعيل
الموسيقى التصويرية علي إسماعيل
تصميم رقصات: نعيمة عاكف 

## روابط خارجية
- مقالات تستعمل روابط فنية بلا صلة مع ويكي بيانات
- حب وإنسانية على موقع السينما
- حب وإنسانية على موقع imdb
- حب وإنسانية على موقع دهليز
- حب وإنسانية على موقع كاروهات
- حب وإنسانية على موقع اوسكار بيكتيرز